# Hasiba Bu-l-Marka
Hasiba Bu-l-Marka (arab. ‏حسيبة بولمرقة‎; ur. 10 lipca 1968 w Konstantynie) – algierska lekkoatletka specjalizująca się w biegu na 1500 m. Trzy razy w karierze startowała na igrzyskach olimpijskich (1988, 1992, 1996).
Mistrzyni olimpijska z Barcelony (1992), dwukrotna mistrzyni świata (Tokio 1991, Göteborg 1995) i brązowa medalistka MŚ (Stuttgart 1993). Mistrzostwo świata zdobyte w Tokio uczyniło z niej narodową bohaterkę, jednak szybko została przez muzułmańskich radykałów uznana za wroga islamu. Pod wpływem narastającej wrogiej atmosfery wyemigrowała do Berlina. Podczas olimpiady w Barcelonie zdobyła złoty medal, jednak znajdowała się pod stałą opieką ochrony. Jest pierwszym algierskim sportowcem, który zdobył złoty medal olimpijski. Po olimpiadzie wyemigrowała na Kubę. W wieku 29 lat zakończyła karierę sportową i zaangażowała się w walkę o równouprawnienie i promocję żeńskiego sportu. Z czasem wróciła do Algierii, w której rządy wojskowe zmarginalizowały radykałów religijnych.